# باسكال أوتشيينغ
باسكال أوتشيينغ (بالإنجليزية: Pascal Ochieng)‏ هو لاعب كرة قدم كيني في مركز قلب الدفاع، ولد في 15 مايو 1986 في Mathare ‏ في كينيا. شارك مع منتخب كينيا لكرة القدم. أما مع النوادي، فقد لعب مع جوهور دار التعظيم ونادي سيمبا ونادي يانغ أفريكانز.

## وصلات خارجية
- باسكال أوتشيينغ على موقع قاعدة بيانات كرة القدم.إي يو (الإنجليزية)
- باسكال أوتشيينغ على موقع ناشيونال فوتبول تيمز (الإنجليزية)
- باسكال أوتشيينغ على موقع Soccerway.com (الإنجليزية)